# Kima reimoseri
Kima reimoseri är en spindelart som först beskrevs av Roger de Lessert 1927.  Kima reimoseri ingår i släktet Kima och familjen hoppspindlar. Inga underarter finns listade i Catalogue of Life.